# 苏州新加坡外籍人员子女学校

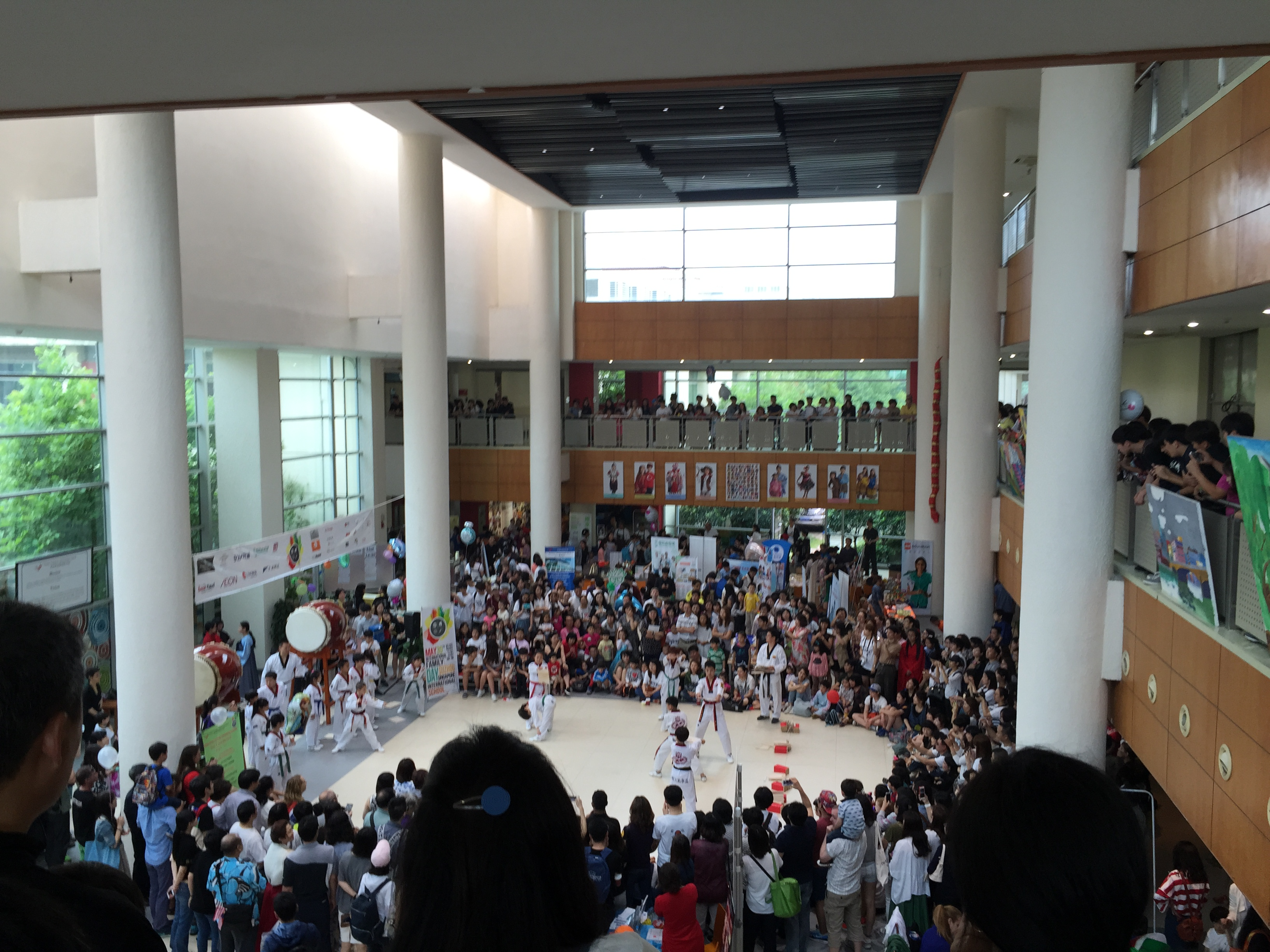
学校大厅（2015年国际家庭日）

31°19′12″N 120°45′26″E / 31.32000°N 120.75722°E
苏州新加坡国际学校（英語：Suzhou Singapore International School，SSIS）是一所位于江苏省苏州工业园区的国际学校，创立于1996年6月。学校提供从学前教育至12年级，提供国际文凭（IB）和高中文凭（HSD）方案。